# Retrato de Modest Músorgski
El Retrato de Modest Músorgski, o Retrato del compositor Músorgski (en ruso Портрет композитора Модеста Петровича Мусоргского) es un lienzo del pintor ruso Iliá Repin, actualmente en la Galería Tretiakov de Moscú.

## Introducción
El retrato pictórico es una parte importante de la producción artística de Iliá Repin, quien representó tanto a gente común, como a artistas, intelectuales, aristócratas, o a importantes funcionarios. Sus retratos se caracterizan por la variedad de técnicas utilizadas y por su interés en captar la psicología del personaje retratado.

## Tema de la obra
Modest Músorgski (Karevo, Pskov, 21 de marzo de 1839-San Petersburgo, 28 de marzo de 1881) fue un compositor ruso, integrante del grupo de «Los Cinco». Este grupo aspiraba un estilo musical nacional ruso, basándose en la obra de Mijaíl Glinka. El presente retrato fue pintado  —a petición de Vladímir Stásov— en cuatro breves sesiones, utilizando un escritorio en lugar de caballete, pocos días antes del fallecimiento del compositor.

## Análisis de la obra

### Datos técnicos y registrales
- Moscú, Galería Tretiakov, n º. inventario: 730.[3]
- Pintura al óleo sobre lienzo;
- Datación: 1881;
- Dimensiones: 69 x 57 cm, según Sternin y Kirilina (71,8 x 58,5 cm, según la Galería)
- Firmado abajo en el centro, hacia la izquierda: Ре́пин 1881.[4]

### Comentario sobre la obra
Esta obra está considerada como uno de los mejores retratos de Repin,quien logró representar el mundo interior de Músorgski, tanto su carácter generoso como su vulnerabilidad emocional. El compositor está representado —sobre un fondo blanco-azulado— de cara al espectador, con la mirada dirigida hacia su derecha. Viste una bata de paño verde oscuro con un ribete de color frambuesa, sobre una camisa con bordados tradicionales. Su rostro —especialmente su enrojecida nariz— muestra los efectos del alcoholismo que contribuyó a su prematura muerte. Su barba y bigote están en evidente desorden. Los ojos son especialmente expresivos, con un suave brillo que revela lucidez, una personalidad creativa, tristeza y perplejidad. Las pinceladas sueltas y amplias —opacas o translúcidas— moldean el rostro con tonos ocres, y crean un juego de luz y sombra en las solapas de la bata. Repin recibió 400 rublos por la pintura —pagados por Pável Tretiakov— que destinó para financiar un monumento a Músorgski.